# Puch
Puch var en österrikisk bil-, moped- och cykeltillverkare, grundad 1899, från 1930 del av Steyr-Daimler-Puch-koncernen. Bolagets huvudort var Graz där Puchverken (Puch-Werke) byggdes upp av Johann Puch. Puchs verksamhet fortsatte fram till slutet av 1980-talet då verksamheten styckades och såldes till olika bolag. Varumärket Puch används idag på cyklar.

## Historia

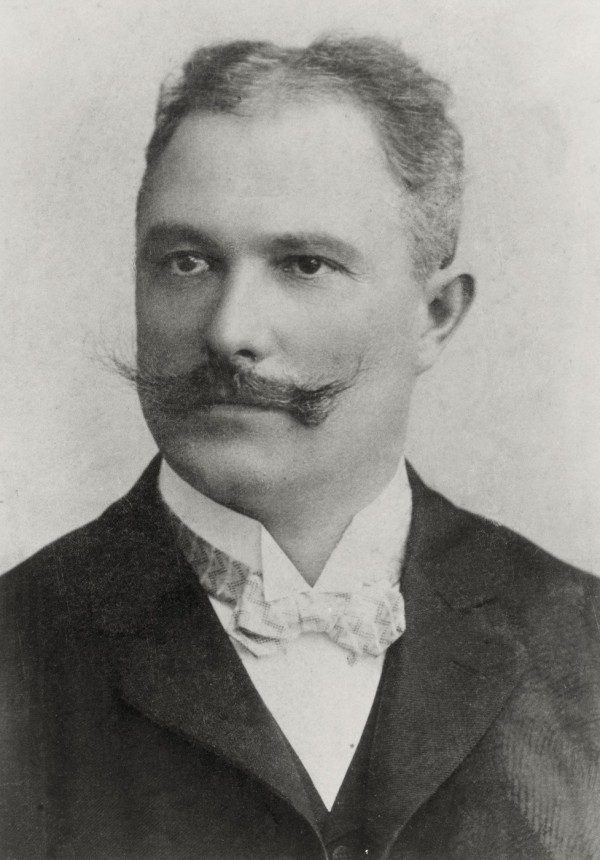
Johann Puch.

Puch grundades av Johann Puch 1899 som  J. Puch – Erste steiermärkische Fahrrad-Fabriks-AG. Företaget förenklade senare namnet till Puch-Werke. Puch började med att tillverka cyklar som man framgångsrikt exporterade till bl.a. Storbritannien och Frankrike. Johann Puch lämnade verksamheten 1912 och blev hedersordförande. 
Under första världskriget levererade Puchverken materiel till den österrikisk-ungerska armén. Puch-Werke fusionerades 1928 till Austro-Daimler-Puchwerke AG som senare blev Steyr-Daimler-Puch.
1980 var koncernen Österrikes tredje största företag. Efterhand splittrades koncernen upp med utförsäljning av olika delar av koncernen. Puchs cykel- och mopedtillverkning såldes till italienska Bianchi. Idag är Magna Steyr en efterträdare till Puch-Werke och Steyr-Daimler-Puch. Steyr-Daimler-Puch döptes om till Magna Steyr 2001 och företaget räknar sina rötter till Puch och Josef und Franz Werndl & Comp.

## Personbilar

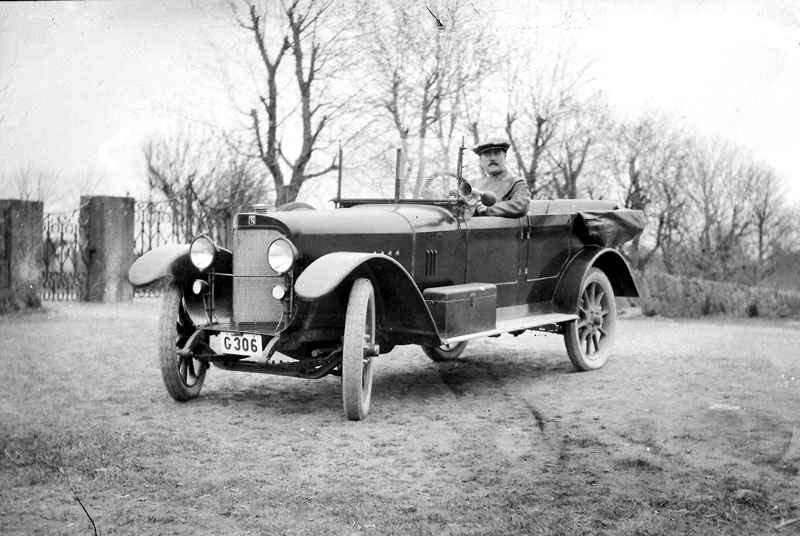
Arkitekten Paul Boberg i sin Puch XII Alpenwagen

Puch började tillverka personbilar 1904 och kunde fram till första världskriget utvecklas tack vare den stora hemmamarknaden i Österrike-Ungern. 1910 levererade man limousiner till den österrikiska kejsaren. Efter första världskriget förlorade man stora delar av sin tidigare hemmamarknad vilket hämmade företagets personbilsproduktion.
Efter andra världskriget satsade man på licenstillverkning av Fiats folkbil Fiat 500 som fick namnet Steyr-Puch 500 och senare 600. Modellen tillverkades under många år. Man startade också produktion av militärfordon som Steyr-Puch Haflinger 1958 och efterföljaren Steyr-Puch Pinzgauer.  Pinzgauer kom vid samma tid som det svenska Tgb11 och modellerna har stora likheter i form och funktion.
Dessa modeller gjorde företaget till specialister på fyrhjulsdrift vilket banade vägen för ett nytt framgångsrikt terrängsbilsprojekt - Geländewagen tillsammans med Mercedes-Benz som lanserades 1979 och som blev vanlig i flera länders arméer. Geländewagen tillverkas fortfarande medan Steyr-Puch Pinzgauer lades ner 1999. Samtliga terrängbilar finns i både militära och civila versioner och de har sålts över hela världen. Geländewagen är populär även i den svenska armén.

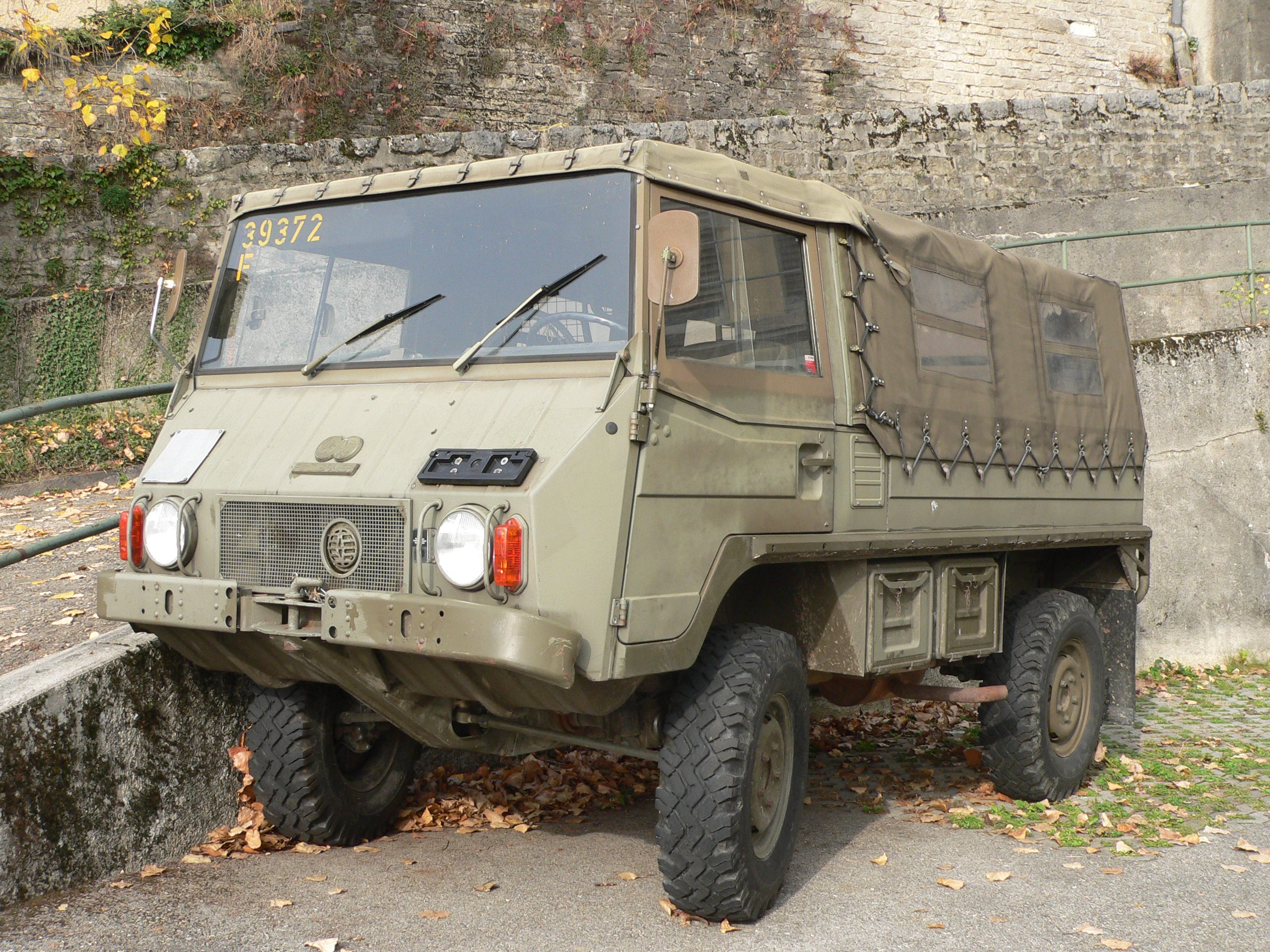
Steyr-Puch Pinzgauer
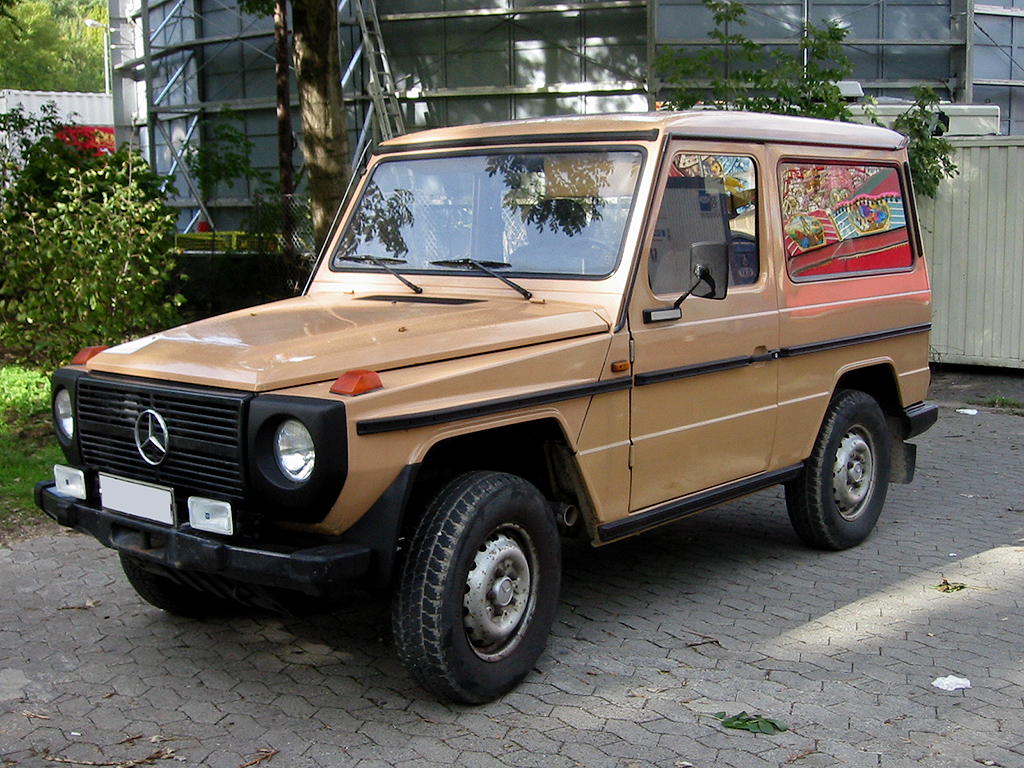
Puch G - här i Mercedes-Benz Geländewagen-versionen

## Mopeder och cyklar

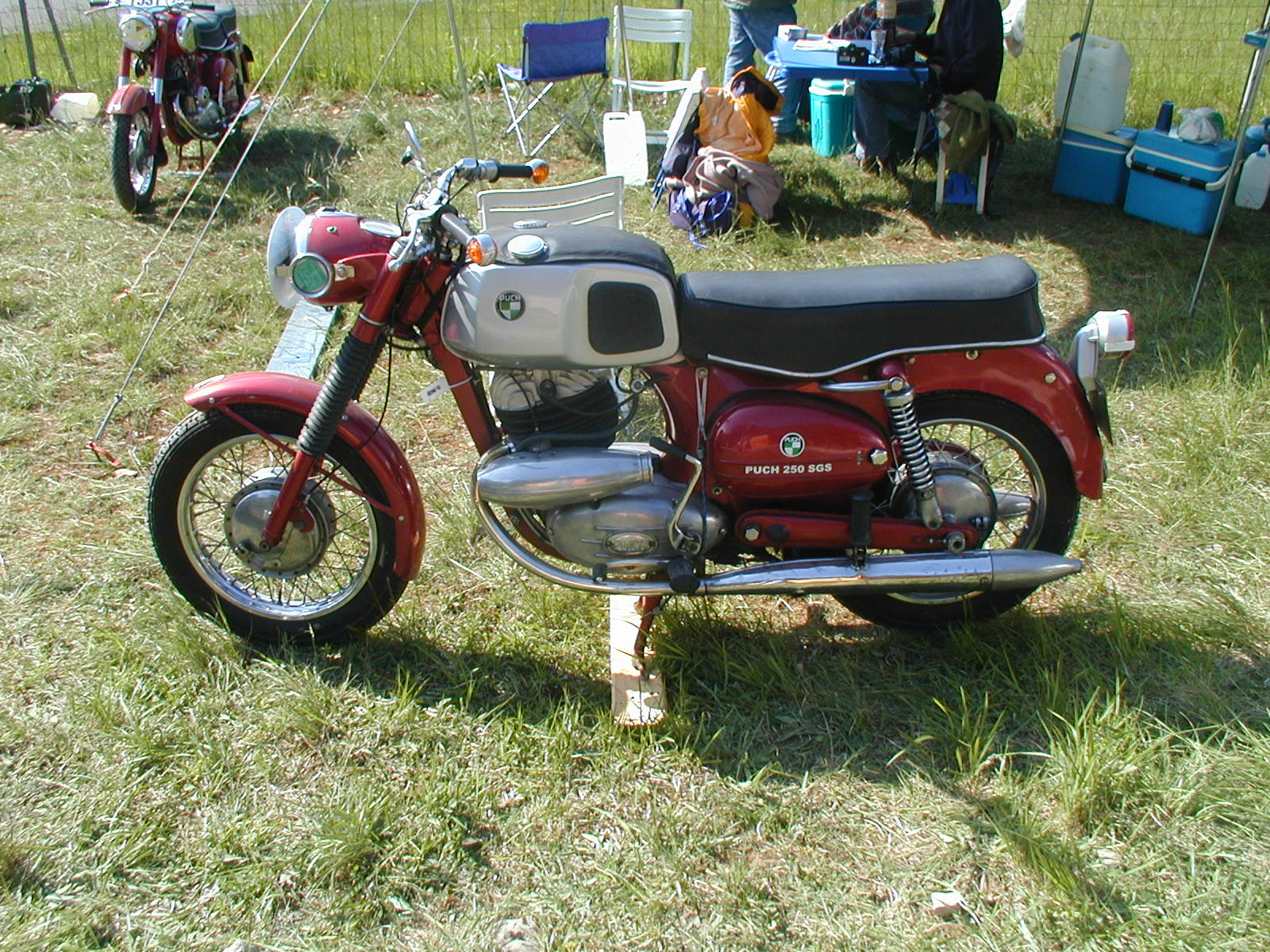
Motorcykel från Puch.

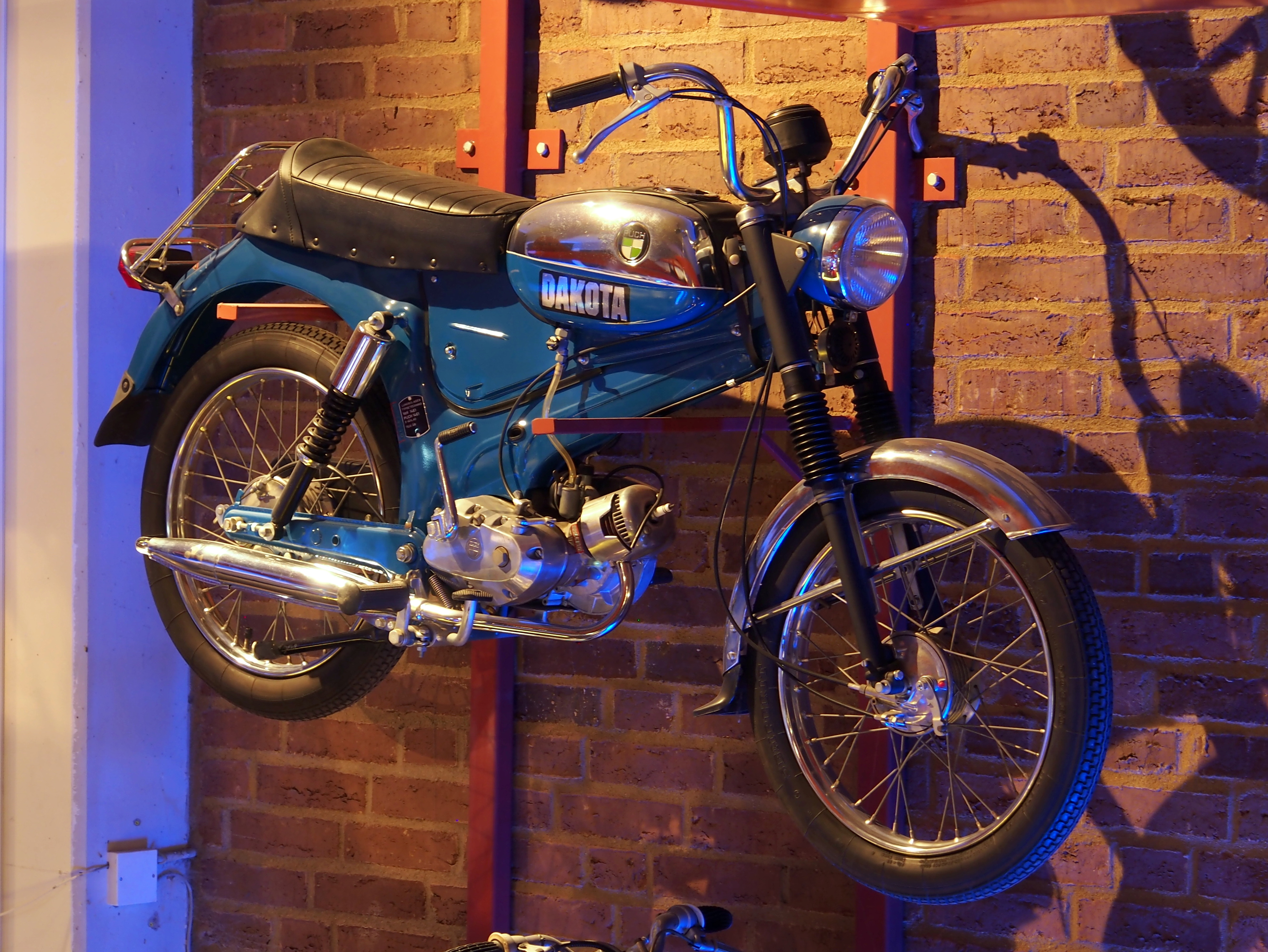
Puch Dakota

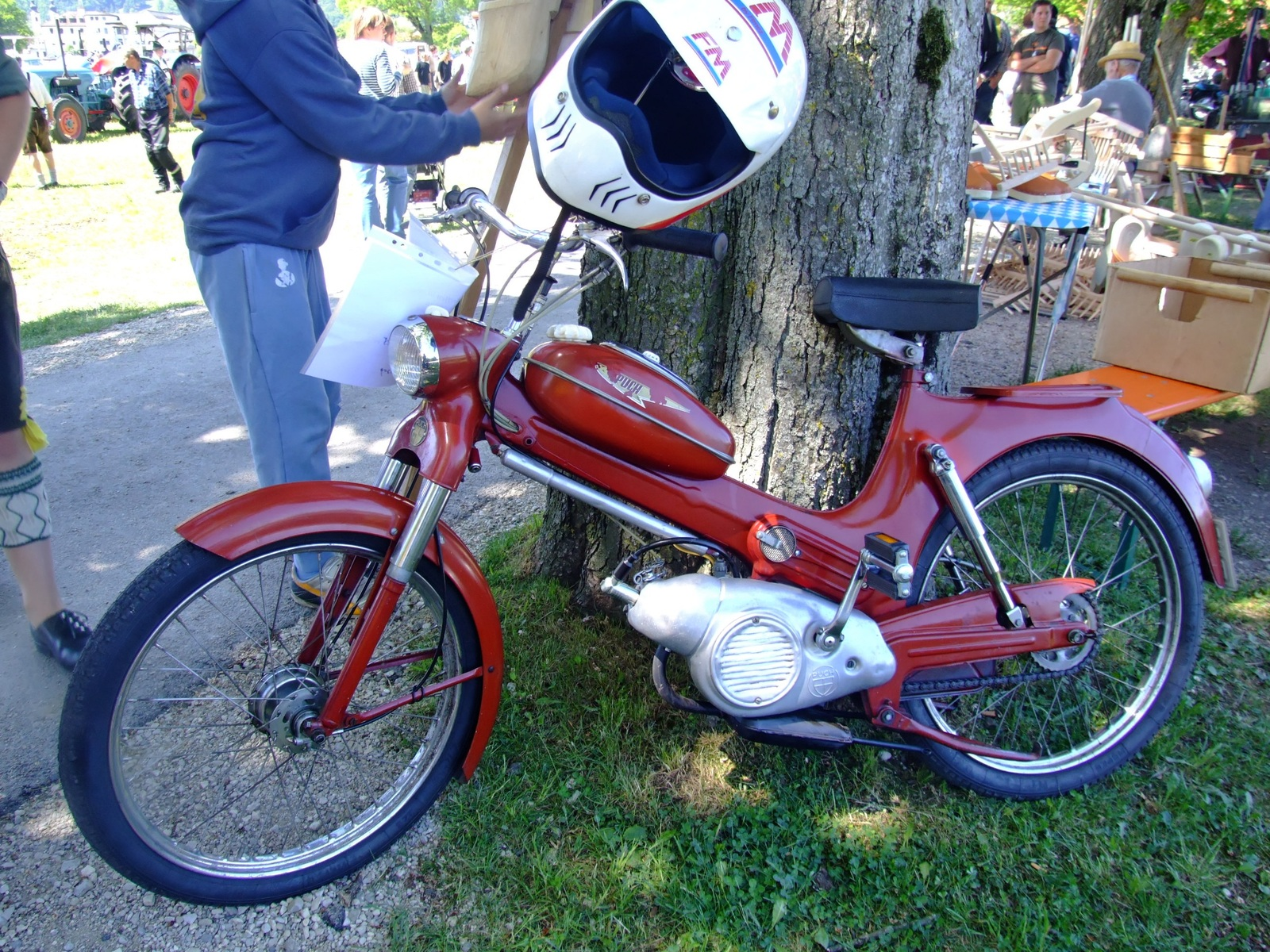
Tidig Puch Florida moped

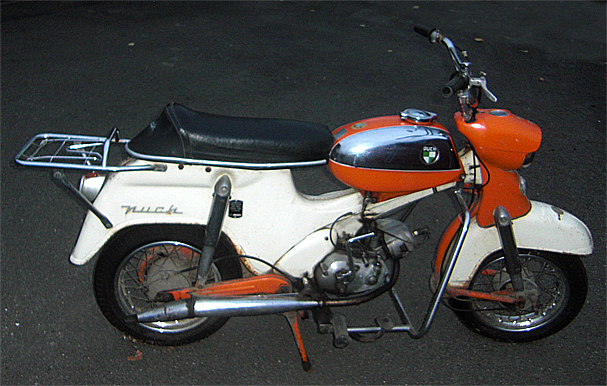
Puch Mexico

Populära mopedmodeller som Dakota, Montana, Florida, Alabama och Maxi tillhörde de mest populära mopederna i Sverige under 1960- och 1970-talet. 1987 upphörde all tillverkning av cyklar och mopeder hos Puch.  2005 återlanserades Puch som cykelmärke av Cycleurope.

### Modeller
- Alabama var av skotermodell och hade samma fläktkylda motor som de flesta andra mopeder från Puch. Olika färgsättningar förekom genom åren.
- Arizona påminner om Dakota 3000, Nevada, Montana och Monza. Den har dock hydraulisk skivbroms fram. Den blev inte alls populär och väldigt dyr.
- Colorado
- California
- Cobra
- Puch Dakota var av standardmodell liknande en motorcykel men med den skillnaden att motorn, jämfört med de flesta andra mopeder, var fläktkyld. Dakota levererades i British racing green (endast första året) 1966, röd 1967–1970, guld 1972–1975 och även i den klassiska blå färgen kallad Dinoblå 1970–1982, varpå tillverkningen upphörde. Ytterligare en modell, kallad Dakota 3000, byggdes åren 1975 till 1977. Denna hade dock en helt annan modernare design (samma som M50, Monza, Monza 3C och Arizona). Det som skiljer den från de andra är framför allt den fläktkylda motorn som hämtats från den vanliga Dakotan.
- Dixie
- Florida
- Maxi k1, k2, k3, kk
- Mexico eller Puch DS 50 VN tillverkades 1968–1975, men såldes i Sverige bara 1968–1969. Modellen var fyrväxlad, hade en fläktkyld 1 hk motor, långsadel (så kallad limpa), helkapslat kedjeskydd, kromad störtbåge och relativt små hjul. Modellen påminde mycket om den äldsta Alabama-modellen, men med tank från Dakota. I Sverige såldes den bara i en färgsättning, nämligen benvitt och orange. I Tyskland fanns den även i rött och vitt. Totalt såldes 1 300 exemplar i Sverige. Att Lundbolagen, som importerade Puch till Sverige, valde modellnamnet Mexico berodde på OS i Mexico City 1968.
- Montana
- Monza
- Monza 3C
- Nevada är en av de sista modellerna från Puch. Modellen kom i slutet av 1970-talet och togs bort i början av 1980-talet i och med att Puchs välkända fläktkylda v3-motor gick i graven med Dakotan.
- Racing var en av de dyraste Puchar man kunde köpa. Den gjordes i få exemplar. De stora bromstrummorna och den låga sadeln skvallrade om motorcykelstil och den var väldigt tung i förhållande till andra Puchar, över 80 kg, och blev därför känd som väldigt slö. En del av exemplaren hade dubbla avgasrör och man kunde bygga om den till lätt motorcykel till 3,5 hk.
- Kansas
- Korado
- MS50 var den första Puch som importerades till Sverige. År 1955 importerades 300 exemplar från Graz i Österrike. Den hade en kolvbult på 10 mm och motorn gav ut 0,8 hk. Motorn var en fläktkyld 2-växlad handväxel med trampstart. Tanken rymde 3,5 liter och mopeden vägde ca 45 kg med full tank. Skillnaden mellan MS50 och Florida är att Floridan har ett annat baklyse, ett så kallat "hellalyse", kromad skärm, större och kromad tank, lite modifierat styre samt en kromad pakethållare och halvnavsbromsar. Floridan har en V3-motor. Ljusomkopplaren på MS50 var i bakelit och är idag en mycket svår del att få tag på. Det var med största sannolikhet tändsystemet Stefa på den, som senare byttes till Bosch.
- MC50
- Montana 3C
- Monza 4-speed
- Texas är en "snikmodell" av Puch Dakota. Man sparade in på kromet så att mopeden blev mycket billigare. Det enda som skiljer dessa åt är dekalerna och att tanken och framskärmen är zinkfärgade på Puch Texas.
- Magnum är en minicross riktad till små barn. Den är stryktålig och har en automatväxlad E50-motor med centrifugalkoppling, samma som på Puch Maxi. Den kom ut med 1 hk. Men man kunde också köpa ett kit på 3,5 hk till Magnum. Toppfarten var då ca 50 km/h och väldigt stark.
- Packi är Puchs flakmoped som har en 3-växlad fläktkyld motor med handväxel. Modellen blev inte speciellt populär.
- Puch X30/velux